# Che nessuno scriva il mio epitaffio
Che nessuno scriva il mio epitaffio (Let No Man Write My Epitaph) è un film del 1960 diretto da Philip Leacock.

## Trama
Nick è un ragazzo nato apparentemente sotto una cattiva stella, il padre è stato giustiziato e la madre per allevarlo ha dovuto darsi alla malavita, vive in un quartiere povero e il suo destino sembra già segnato. Fortunatamente però c'è un vecchio giudice, ormai rovinato dall'alcol, che fa di tutto per tenerlo lontano dai guai e permettergli di studiare musica.
Un giorno Nick viene coinvolto in una rissa e arrestato contraendo, per la sua liberazione, un debito con il gangster che da sempre controlla sua madre. Il giudice sa che se il malavitoso metterà le mani sul ragazzo per lui sarà tutto perduto, così lo affronta e lo uccide, affinché Nick e la madre siano liberi di vivere una vita finalmente normale.

## Produzione
Il ruolo della Winters inizialmente doveva andare a Lana Turner, mentre in un piccolo ruolo appare Ella Fitzgerald.